# Ceresium mjoebergi
Ceresium mjoebergi là một loài bọ cánh cứng trong họ Cerambycidae.